# Bona fide
Bona fide is een studioalbum van Wishbone Ash. Na Illuminations duurde het zes jaar voordat er een nieuw rockalbum van Ash kwam; er zaten twee technoalbums tussen. Er was wederom een nieuwe samenstelling van de band. Mark Birch hield ermee op en Ben Granfelt deed zijn intrede, een aankondiging van de Finse invloed die vanaf dan aanwezig was. Het album is voor het grootste deel opgenomen in de Astra Studio  te Monks Horton in Kent. Aanvullende opnamen vonden plaats in de Spotlight Studio te Londen, en in Studio Unicorn te Redding (Connecticut). Granfelts aanvullende opnamen vonden plaats in Pine Studio en Werne Studio, die laatste staat in Finland. De Finse invloed is tevens merkbaar aan de muziek, deze is steviger dan bij voorgaande albums.
Na de uitgifte van dit album begon Ash aan een nieuwe wereldtournee, die deels werd vastgelegd op Almighty blues.

## Musici
- Andy Powell – gitaar, zang
- Ben Granfelt – gitaar, zang
- Bob Skeat – basgitaar, zang, hammondorgel, piano
- Ray Weston – slagwerk

met
- Miri Miettinen – percussie
- Richard Johnson – achtergrondzang op Difference in time en Come rain, come shine
- Ako Kinski – achtergrondzang op Difference in time.

## Muziek
| Nr. | Titel                                          | Duur |
| --- | ---------------------------------------------- | ---- |
| 1.  | Almighty blues (Granfelt, Powell)              | 5:23 |
| 2.  | Enigma (Powell)                                | 4:09 |
| 3.  | Faith, hope and love (Granfelt, Powell)        | 5:53 |
| 4.  | Ancient remedy (Powell, Franklin Schwarz)      | 4:48 |
| 5.  | Changing tracks (Granfelt, Powell, Ian Harris) | 4:16 |
| 6.  | Shoulda, woulda, coulda (Powell)               | 3:59 |
| 7.  | Bona fide (Granfelt)                           | 3:05 |
| 8.  | Difference in time (Granfelt, Powell)          | 4:28 |
| 9.  | Come rain, come shine (Granfelt, Powell)       | 6:07 |
| 10. | Peace (Granfelt)                               | 3:49 |